# Aplonis minor
Aplonis minor е вид птица от семейство Скорецови (Sturnidae).

## Разпространение
Видът е разпространен в Индонезия, Източен Тимор и Филипините.